# Mats Egbring
Mats Egbring (* 17. September 2006 in Deventer, Niederlande) ist ein niederländischer Fußballspieler.
Er spielt seit seiner Kindheit bei Vitesse Arnheim, wo er aktuell für die Profimannschaft zum Einsatz kommt. Des Weiteren ist Egbring auch niederländischer Nachwuchsnationalspieler.

## Karriere

### Verein
Mats Egbring begann mit dem Fußballspielen bei Twello und danach bei v.v. Activia, bevor er in die Fußballschule von Vitesse Arnheim wechselte. Am 19. August 2023 gab er im Alter von 16 Jahren bei der 1:3-Niederlage im Heimspiel gegen die PSV Eindhoven sein Profidebüt in der Eredivisie.

### Nationalmannschaft
Mats Egbring ist niederländischer Nachwuchsnationalspieler und vertrat bisher das Land in den Altersklassen U17 und U18.